# القرين (حالمين)

تعديل مصدري - تعديل

القرين هي إحدى قرى عزلة حبيل الريدة بمديرية حالمين التابعة لمحافظة لحج، بلغ تعداد سكانها 70 نسمة حسب تعداد اليمن لعام 2004.